# Missle Hill
Missle Hill, född 12 april 2015 på Silver Linden Farms i USA, är en amerikansk varmblodig travhäst. Han tränas av Daniel Redén och körs av Örjan Kihlström. Han tränades åren 2017–2018 i Nordamerika av Tony Alagna och kördes då av Doug McNair eller David Miller.
Missle Hill började tävla i augusti 2017. Han har till maj 2021 sprungit in 5,1 miljoner kronor på 48 starter, varav 14 segrar, 7 andraplatser och 6 tredjeplatser. Han har tagit karriärens hittills största segrar i Fyraåringseliten (2019), Prins Carl Philips Jubileumspokal (2020), Jubileumspokalen (2020), STL Open (2020) och Guldbjörken (2021).

## Härstamning
Missle Hill är efter hingsten Muscle Hill, som räknas som en av världens bästa travhästar, och undan stoet India Hall efter Garland Lobell. Missle Hill köptes på Lexington Selected Mixed Sale 2018 för 130 000 dollar. Tränare Daniel Redén har refererat till honom som "en ny Propulsion", då de två hästarna påminner mycket om varandra.

## Karriär

### Tiden som unghäst
Missle Hill debuterade i lopp den 19 augusti 2017 i ett tvååringslopp på Hoosier Park och segrade direkt i debutloppet. Han kördes och tränades då av Walter Haynes Jr., men flyttades snart till Tony Alagnas träning. I USA deltog han i bland annat Breeders Crown 2YO Colt & Gelding Trot, Earl Beal Jr. Memorial och Kentucky Futurity, dock utan framgångar.

### Flytt till Sverige
I slutet av 2018 flyttades han över till Sverige och Daniel Redéns träning. För Redén debuterade han i Glenn Kosmos Memorial på Vermo travbana i maj 2019, där han kom på andraplats. Nästa start gjordes i Fyraåringseliten under Elitloppshelgen 2019 på Solvalla, där han tog sin första seger i Europa.
Som femåring blev han den 4 maj 2020 den sjätte hästen att bjudas in till 2020 års upplaga av Elitloppet på Solvalla, efter att ha segrat i bland annat Prins Carl Philips Jubileumspokal. I Elitloppsförsöket mötte han bland annat Disco Volante, Milliondollarrhyme och Sorbet, och kom på andraplats efter segrande Earl Simon. Han kvalificerade sig därmed till finalheatet senare samma dag, där han kördes av Johan Untersteiner. Han slutade på sjätteplats i finalheatet. I efterhand, då det visades att Propulsion som varit först i mål varit nervsnittad, och därför diskvalificerades, flyttades Missle Hill upp till femteplats.
Den 18 augusti 2020 vann han Jubileumspokalen på Solvalla. Den 27 september 2020 segrade han i det nya storloppet STL Open, som ersatte UET Trotting Masters-finalen som ställts in på grund av Covid-19-pandemin.